# Арктикум
Арктикум — музей и научный центр на берегу реки Оунасйоки в Рованиеми. В здании находятся Областной музей Лапландии и Арктический центр. Арктикум также используется в качестве места для проведения деловых встреч и конференций. Наиболее заметной особенностью архитектуры здания является стеклянный атриум длиной 172 м, который образует видимую часть арктической Земли. Арктикум был открыт 2 декабря 1992 года. Открыт для публики в День независимости Финляндии.

## Состав комплекса
В экспозициях Провинциального музея Лапландии представлена культура и история Перяпохьолы и Лапландии, что обеспечивается условиями и граничными условиями северной природы. Выставка «Северное Средство» рассказывает о выживании в Лапландии и знакомит с лапландскими животными, культурой саамов и историей Рованиеми. В 2015 году Областной музей Лапландии зарегистрировал в общей сложности 91 143 посетителя музея.
Основанная на исследованиях Арктического центра, Арктическая выставка представляет интересную и интерактивную для публики ситуацию, природу, культуру и экстремальные условия северных регионов, а также исследования Арктики.
Арктический центр, основанный в 1989 году Университетом Лапландии, является международным междисциплинарным научно-исследовательским институтом и научным центром, изучающим развитие Арктики. Он производит исследовательские данные, в частности, об окружающей среде, обществе и изменении климата в Арктике.